# Kyoto Animation
Kyoto Animation Co., Ltd. (株式会社京都アニメーション, Kabushiki-gaisha Kyōto Animēshon), abreviado como KyoAni (京アニ), é um estúdio de animação japonês que atua nas áreas de animação digital e publicação de light novels. O estúdio foi fundado em 1981 por ex-funcionários da Mushi Production, e está sediado na cidade de Uji, na Prefeitura de Quioto. É presidido atualmente por um dos seus fundadores, Hideaki Hatta, que fundou o estúdio juntamente com sua esposa, Yoko Hatta. A Kyoto Animation possui um estúdio de animação subsidiário, o Animation Do, sediado na cidade de Osaka, e administra uma escola de animação própria, onde são formados futuros animadores para o estúdio.
A Kyoto Animation se destaca de outros estúdios de animação japoneses por empregar animadores próprios e assalariados ao invés de animadores freelancers, que são contratados por um certo período de tempo para trabalhar em um projeto específico, recebendo a cada quadro de animação que produzem. No estúdio, os animadores também não realizam horas extras. Ao empregar animadores próprios, o estúdio concentra-se na qualidade do projeto a ser entregue, ao invés do tempo de produção. Com isso, o estúdio recebeu a fama de entregar animações que muitos consideram ser de alta qualidade.
Diversos animes produzidos pelo estúdio se consagraram como obras famosas, tais como Full Metal Panic? Fumoffu (2003), Suzumiya Haruhi no Yūutsu (2006, reboot em 2009), Lucky Star (2007) e K-On! (2009).

## História
Um dos fundadores do estúdio, Yoko Hatta, foi contratada pela Mushi Production, e ela deixou produção de lá quando se mudou para Quioto após se casar com Hideaki Hatta. Em seguida, a Kyoto Animation foi fundada em 1981 pelo casal (Hideaki como presidente e Yoko como vice-presidente).
Tornou-se uma empresa limitada em 1985 e uma corporação em 1999. Seu logotipo é baseado no kanji "kyō" (京), o primeiro kanji de "Kyoto" (京都). No início de sua história, o estúdio estava envolvido na produção de Kiddy Grade, InuYasha, Tenchi Muyō!, Nāsu Witchi Komugi-chan Majikarute e Generator Gawl. A Kyoto Animation também produziu as sequências vocais de abertura e finalização de quatro episódios animados baseados na série de jogos eletrônicos de beisebol Jikkyō Powerful Pro Yakyū, desenvolvido pela Konami.
A partir de 2009, a Kyoto Animation passou a conceder prêmios a light novels e mangás originais através de seu prêmio anual Kyoto Animation Awards. As obras vencedoras são publicadas pelo próprio estúdio sob a impressão da KA Esuma Bunko, marca criada pela companhia. As obras vencedoras ainda possuem a chance de serem adaptadas em um anime produzido pelo estúdio, como foi o caso de Chūnibyō demo Koi ga Shitai!, Free!, Kyōkai no Kanata, Musaigen no Phantom World e Tsurune. Em 2014, a light novel Violet Evergarden se tornou a primeira obra a ganhar a premiação em todas as três categorias (melhor história, melhor cenário e melhor ilustração).
De acordo com Dani Cavallaro, crítica especializada na cultura de animes e mangás e autora do livro "Kyoto Animation: A Critical Study and Filmography" publicado em 2012, a Kyoto Animation tornou-se reconhecida por seus "altos valores de produção e sensibilidade às maravilhas e dilemas da vida cotidiana".

### Incêndio criminoso
Por volta das dez horas e trinta minutos do dia 18 de julho de 2019, horário local, um homem de 41 anos ateou fogo no escritório principal do estúdio e nos funcionários que estavam trabalhando no local. Segundo autoridades locais, 34 mortos confirmados e 35 feridos levados ao hospital, sendo 9 destes em estado grave. 5 pessoas com queimaduras leves. Cerca de 70 funcionários estavam no local no momento do incêndio. Por volta das 15 horas e 20 minutos, horário local, o Corpo de Bombeiros da Cidade de Quioto informou ter controlado o incêndio no edifício. Foram confirmadas ainda a morte de ao menos dez pessoas. O sujeito que provocou o incêndio ficou ferido e foi levado sob custódia a um hospital, tendo admitido o crime.
No mesmo dia, em condolências ao estúdio, a licenciadora de animes americana Sentai Filmworks iniciou uma campanha de arrecadação de fundos através do site GoFundMe, com uma meta inicial de 500 mil dólares. Em pouco mais de uma hora após a publicação da campanha no site, mais de 30 mil dólares já haviam sido arrecadados.
O autor da série de light novels Suzumiya Haruhi no Yūutsu, Nagaru Tanigawara, se manifestou em solidariedade as vítimas do incêndio.

## Séries produzidas
| Título                                         | Diretor(es)                                                                    | Primeira exibição     | Última exibição        | Número de episódios | Notas |
| ---------------------------------------------- | ------------------------------------------------------------------------------ | --------------------- | ---------------------- | ------------------- | --- |
| Full Metal Panic? Fumoffu                      | Yasuhiro Takemoto                                                              | 25 de agosto de 2003  | 18 de novembro de 2003 | 12                  | Adaptação de série de light novels "Full Metal Panic!", escrita por Shōji Gatō, e uma sequência ao anime de 2002 produzido pela Gonzo. |
| Air                                            | Tatsuya Ishihara                                                               | 6 de janeiro de 2005  | 31 de março de 2005    | 13                  | Adaptação da visual novel produzida pela Key e lançada em 2000.                                                                        |
| Air in Summer                                  | Tatsuya Ishihara                                                               | 28 de agosto de 2005  | 4 de setembro de 2005  | 2                   | Adaptação da visual novel produzida pela Key e lançada em 2000.                                                                        |
| Full Metal Panic! The Second Raid              | Yasuhiro Takemoto                                                              | 13 de julho de 2005   | 19 de outubro de 2005  | 13                  | Adaptação de série de light novels "Full Metal Panic!", escrita por Shōji Gatō.                                                        |
| Suzumiya Haruhi no Yūutsu                      | Tatsuya Ishihara                                                               | 2 de abril de 2006    | 2 de julho de 2006     | 14                  | Adaptação de série de light novels escrita por Nagaru Tanigawa.                                                                        |
| Kanon                                          | Tatsuya Ishihara                                                               | 5 de outubro de 2006  | 15 de março de 2007    | 24                  | Segunda adaptação da série de light novels produzida pela Key. A primeira adaptação foi produzida em 2002 pela Toei.                   |
| Lucky Star                                     | Yutaka Yamamoto (episódios do 1 ao 4) Yasuhiro Takemoto (episódios do 5 ao 24) | 8 de abril de 2007    | 16 de setembro de 2007 | 24                  | Adaptação do mangá ilustrado por Kagami Yoshimizu.                                                                                     |
| Clannad                                        | Tatsuya Ishihara                                                               | 4 de outubro de 2007  | 27 de março de 2008    | 23                  | Adaptação da visual novel produzida pela Key e lançada em 2004.                                                                        |
| Clannad After Story                            | Tatsuya Ishihara                                                               | 3 de outubro de 2008  | 26 de março de 2009    | 24                  | Sequência de Clannad. |
| Sora o Miageru Shōjo no Hitomi ni Utsuru Sekai | Yoshiji Kigami                                                                 | 14 de janeiro de 2009 | 11 de março de 2009    | 9                   | Adaptação, remake e sequência de Munto.                                                                                                |
| K-On!                                          | Naoko Yamada                                                                   | 3 de abril de 2009    | 26 de junho de 2009    | 13                  | Adaptação do mangá ilustrado por Kakifly.                                                                                              |
| Suzumiya Haruhi no Yūutsu (segunda temporada)  | Tatsuya Ishihara                                                               | 3 de abril de 2009    | 9 de outubro de 2009   | 28                  | Retransmissão de Suzumiya Haruhi no Yūutsu, com novos episódios.                                                                       |
| K-On!!                                         | Naoko Yamada                                                                   | 7 de abril de 2010    | 28 de setembro de 2010 | 26                  | Sequência de K-On!. |
| Nichijou                                       | Tatsuya Ishihara                                                               | 3 de abril de 2011    | 25 de setembro de 2011 | 26                  | Adaptação do mangá ilustrado por Keiichi Arawi.                                                                                        |
| Hyouka                                         | Yasuhiro Takemoto                                                              | 22 de abril de 2012   | 16 de setembro de 2012 | 22                  | Adaptação da série de light novels escrita por Honobu Yonezawa.                                                                        |
| Chūnibyō demo Koi ga Shitai!                   | Tatsuya Ishihara                                                               | 4 de outubro de 2012  | 19 de dezembro de 2012 | 12                  | Adaptação da série de light novels escrita por Torako.                                                                                 |
| Tamako Market                                  | Naoko Yamada                                                                   | 10 de janeiro de 2013 | 28 de março de 2013    | 12                  | Obra original, criada pela equipe que adaptou K-On!.                                                                                   |
| Free! Iwatobi Swim Club                        | Hiroko Utsumi                                                                  | 4 de julho de 2013    | 26 de setembro de 2013 | 12                  | Sequência da light novel "High Speed!", escrita por Kōji Ōji. Produzido em colaboração com a Animation Do.                             |
| Kyōkai no Kanata                               | Taichi Ishidate                                                                | 2 de outubro de 2013  | 18 de dezembro de 2013 | 12                  | Adaptação da série de light novels escrita por Nagomu Torii.                                                                           |
| Chūnibyō Demo Koi ga Shitai! Ren               | Tatsuya Ishihara                                                               | 8 de janeiro de 2014  | 26 de março de 2014    | 12                  | Sequência de Chūnibyō demo Koi ga Shitai!.                                                                                             |
| Free! Eternal Summer                           | Hiroko Utsumi                                                                  | 2 de julho de 2014    | 24 de setembro de 2014 | 13                  | Sequência de Free!. Produzido em colaboração com a Animation Do.                                                                       |
| Amagi Brilliant Park                           | Yasuhiro Takemoto                                                              | 6 de outubro de 2014  | 25 de dezembro de 2014 | 13                  | Adaptação de série de light novels escrita por Shōji Gatō.                                                                             |
| Hibike! Euphonium                              | Tatsuya Ishihara                                                               | 8 de abril de 2015    | 1 de julho de 2015     | 13                  | Adaptação de série de light novels escrita por Ayano Takeda.                                                                           |
| Musaigen no Phantom World                      | Tatsuya Ishihara                                                               | 7 de janeiro de 2016  | 31 de março de 2016    | 13                  | Adaptação de série de light novels escrita por Sōichirō Hatano.                                                                        |
| Hibike! Euphonium (segunda temporada)          | Tatsuya Ishihara                                                               | 6 de outubro de 2016  | 28 de dezembro de 2016 | 13                  | Sequência de Hibike! Euphonium. |
| Kobayashi-san Chi no Maid Dragon               | Yasuhiro Takemoto                                                              | 11 de janeiro de 2017 | 6 de abril de 2017     | 13                  | Adaptação do mangá ilustrado por Coolkyoushinja.                                                                                       |
| Violet Evergarden                              | Taichi Ishidate                                                                | 11 de janeiro de 2018 | 5 de abril de 2018     | 13                  | Adaptação de série de light novels escrita por Kana Akatsuki.                                                                          |
| Free! Dive to the Future                       | Eisaku Kawanami                                                                | 11 de julho de 2018   | 26 de setembro de 2018 | 12                  | Sequência de Free! Eternal Summer. Produzido em colaboração com a Animation Do.                                                        |
| Tsurune                                        | Takuya Yamamura                                                                | 22 de outubro de 2018 | 21 de janeiro de 2019  | 13                  | Adaptação de série de light novels escrita por Kotoko Ayano.                                                                           |
| 20 Seiki Denki Mokuroku                        | TBA                                                                            | TBA                   | TBA                    | TBA                 | Adaptação de série de light novels escrita por Hiro Yuki.                                                                              |